# Giesing (metropolitana di Monaco di Baviera)
Giesing è una stazione della metropolitana di Monaco di Baviera inaugurata il 18 ottobre 1980. Si trova nel distretto Obergiesing.
È servita dalle linee U2 e U7 e ha due binari.